# Уверь
У́верь — средняя река в Новгородской области России, правый приток Мсты в бассейне Волхова. Длина — 90 км. Площадь водосборного бассейна — 3930 км².
Вытекает из озера Коробожа, расположенного к северо-востоку от города Боровичи. Высота истока — 144,6 м над уровнем моря. Ширина реки составляет 20—40 метров, на реке — две полуразрушенные плотины. В месте впадения Увери во Мсту на берегах несколько родников. Крупнейший населённый пункт на реке — село Мошенское, районный центр. Впадает в Мсту на высоте 131,1 м над уровнем моря.
Крупные притоки: Радоль (42 км), Съежа (104 км) — оба левые; другие притоки — Черишинка, Лимандровка, Холынка, Сухая, Космынка, Нижница.

## История
В древности имела большое транспортное значение, являясь частью водного пути из Волги в озеро Ильмень и Великий Новгород, а позднее в Санкт-Петербург. Путь из Мсты вверх по Увери, озеру Коробожу, реке Удине, цепочке озёр к северу от Боровичей и затем волок назад во Мсту (называвшийся Нижним волоком, в отличие от Верхнего волока из Тверцы в Цну возле Вышнего Волочка) позволял небольшим судам миновать Боровичские пороги на Мсте.
На истоке реки Уверь из озера Коробожа (около села Устрека), в Смутное время, весной 1613 года отряды русского ополчения под командованием князя Симеона Прозоровского и Леонтия Вельяминова, разбили шведов. «Бысть сеча зла и побежа проклятые немцы…. и мнози от них побиении быже».
Уверь широко используется туристами-водниками как начальный пункт похода по Мсте.